# Harry Forbes (Boxer)
Harry Forbes (* 13. Mai 1879 in Rockford, USA; † 19. Dezember 1946) war ein US-amerikanischer Boxer im Bantamgewicht.

## Profikarriere
Seinen Debütkampf verlor er am 16. Januar 1897 gegen Joe Sturch nach Punkten. Am 11. November 1901 boxte er gegen Danny Dougherty um die universelle Weltmeisterschaft und siegte durch technischen K. o. in Runde 2. Im August 1903 verlor er diesen Gürtel an Frankie Neil durch Knockout.
Im Jahre 1922 beendete er seine Karriere.